# Coppa America di pallavolo 2005
La V Coppa America di pallavolo si svolse a São Leopoldo, in Brasile, dal 3 al 7 agosto 2005. Al torneo parteciparono 6 squadre nazionali nordamericane e sudamericane  e la vittoria finale andò per la prima volta agli Stati Uniti.

## Squadre partecipanti
- Argentina
- Brasile
- Canada
- Cuba
- Stati Uniti
- Venezuela

## Gironi
| Gruppo A                    | Gruppo B                |
| --------------------------- | ----------------------- |
| Argentina Brasile Venezuela | Canada Cuba Stati Uniti |

## Fase finale

### Finali 1º e 3º posto
|  | Semifinali  | Semifinali  | Semifinali  |             |         | Finale          | Finale          | Finale          |  |
|  |             |             |             |             |         |                 |                 |                 |  |
|  | Brasile     | Brasile     | 3           |             |         |                 |                 |                 |  |
|  | Brasile     | Brasile     | 3           |             |         |                 |                 |                 |  |
|  | Cuba        | Cuba        | 0           |             |         |                 |                 |                 |  |
|  | Cuba        | Cuba        | 0           |             | Brasile | Brasile         | 2               |                 |  |
|  |             |             |             |             | Brasile | Brasile         | 2               |                 |  |
|  |             |             | Stati Uniti | Stati Uniti | 3       |                 |                 |                 |  |
|  | Argentina   | Argentina   | Stati Uniti | Stati Uniti | 3       | 2               |                 |                 |  |
|  | Argentina   | Argentina   |             |             |         | 2               |                 |                 |  |
|  | Stati Uniti | Stati Uniti | 3           |             |         | Finale 3º posto | Finale 3º posto | Finale 3º posto |  |
|  | Stati Uniti | Stati Uniti | 3           |             |         |                 |                 |                 |  |
|  |             |             |             |             |         |                 |                 |                 |  |
|  |             |             |             |             |         | Cuba            | Cuba            | 3               |  |
|  |             |             |             |             |         | Cuba            | Cuba            | 3               |  |
|  |             |             |             |             |         | Argentina       | Argentina       | 0               |  |

## Classifica finale
| Classifica | Squadre     |
| ---------- | ----------- |
|            | Stati Uniti |
|            | Brasile     |
|            | Cuba        |
| 4          | Argentina   |
| 5          | Canada      |
| 6          | Venezuela   |

## Premi individuali
- MVP: Dante do Amaral
- Miglior attacco: Dante do Amaral
- Miglior schiacciatore: Riley Salmon
- Miglior muro: Santiago Darraidou
- Miglior palleggiatore: Ricardo Garcia
- Miglior ricevitore: Leonardo Patti
- Miglior libero: Richard Lambourne